# أحمد صفوت
أحمد صفوت (11 أكتوبر 1977 -)، ممثل مصري.

## حياته
تخرج من المعهد العالي للفنون المسرحية. كانت انطلاقته الفنية في مسلسل (الدالي) حيث قام بدور خالد الدالي. شارك قبل ذلك في مسلسل (سكه الهلالي) مع يحيي الفخراني، حصل على جائزة أفضل ممثل صاعد عن هذا الدور. قام أيضا بدور المشير عبد الحكيم عامر في مسلسل (ناصر). شارك في بطولة أعمال مثل (كيكا على العالي، الصياد، لعبة النسيان).

## أعماله

### المسلسلات
- فات الميعاد - 2025
- لحظات مرئية - 2024
- الأجهر - 2023
- انحراف - 2022
- المشوار - 2022
- أيام ج2 - 2022
- أيام - 2021
- ملوك الجدعنة - 2021
- لعبة النسيان - 2020
- سكه الهلالي
- الدالي ج1
- الدالي ج2
- ناصر
- ليالي
- عشان ماليش غيرك
- أفراح إبليس
- الريان
- كيد النسا
- فرعون.
- فض اشتباك.
- الصياد.
- الطوفان.
- طاقة حب.
- كيكا على العالي.

### الأفلام
- حظ سعيد
- برتيتا
- المعدية
- الخلية (عمرو)
- شباب في الممنوع

## روابط خارجية
- أحمد صفوت على موقع قاعدة بيانات الأفلام العربية